# 柄斑沙鮨
柄斑沙鮨，為輻鰭魚綱鱸形目鱸亞目鮨科的其中一種，分布於東太平洋海域，體長可達25公分，為底棲性魚類，屬肉食性，生活習性不明。

## 擴展閱讀
維基物種上的相關：柄斑沙鮨